# Argyreia melvillei
Argyreia melvillei är en vindeväxtart som först beskrevs av Spencer Le Marchant Moore, och fick sitt nu gällande namn av Staples. Argyreia melvillei ingår i släktet Argyreia och familjen vindeväxter. Inga underarter finns listade i Catalogue of Life.